# Rhagio atratus
Rhagio atratus är en tvåvingeart som först beskrevs av Fabricius 1781.  Rhagio atratus ingår i släktet Rhagio och familjen snäppflugor.
Artens utbredningsområde är Italien. Inga underarter finns listade i Catalogue of Life.